# Jastrzębia Góra
Jastrzębia Góra (kasjubiska: Pilëce, eller Jastrzãbiô Góra; tyska: Habichtsberg) är en by i Władysławowo kommun i Powiat Pucki i Pommerns vojvodskap. 
Jastrzębia Góra är den nordligaste byn i Polen och hade år 2009 1 068 invånare. Byn ligger vid östersjökusten och är avgränsad genom höga sanddyner och klippor. Orten är utspridd på en yta av 260,9 hektar.

## Kultur

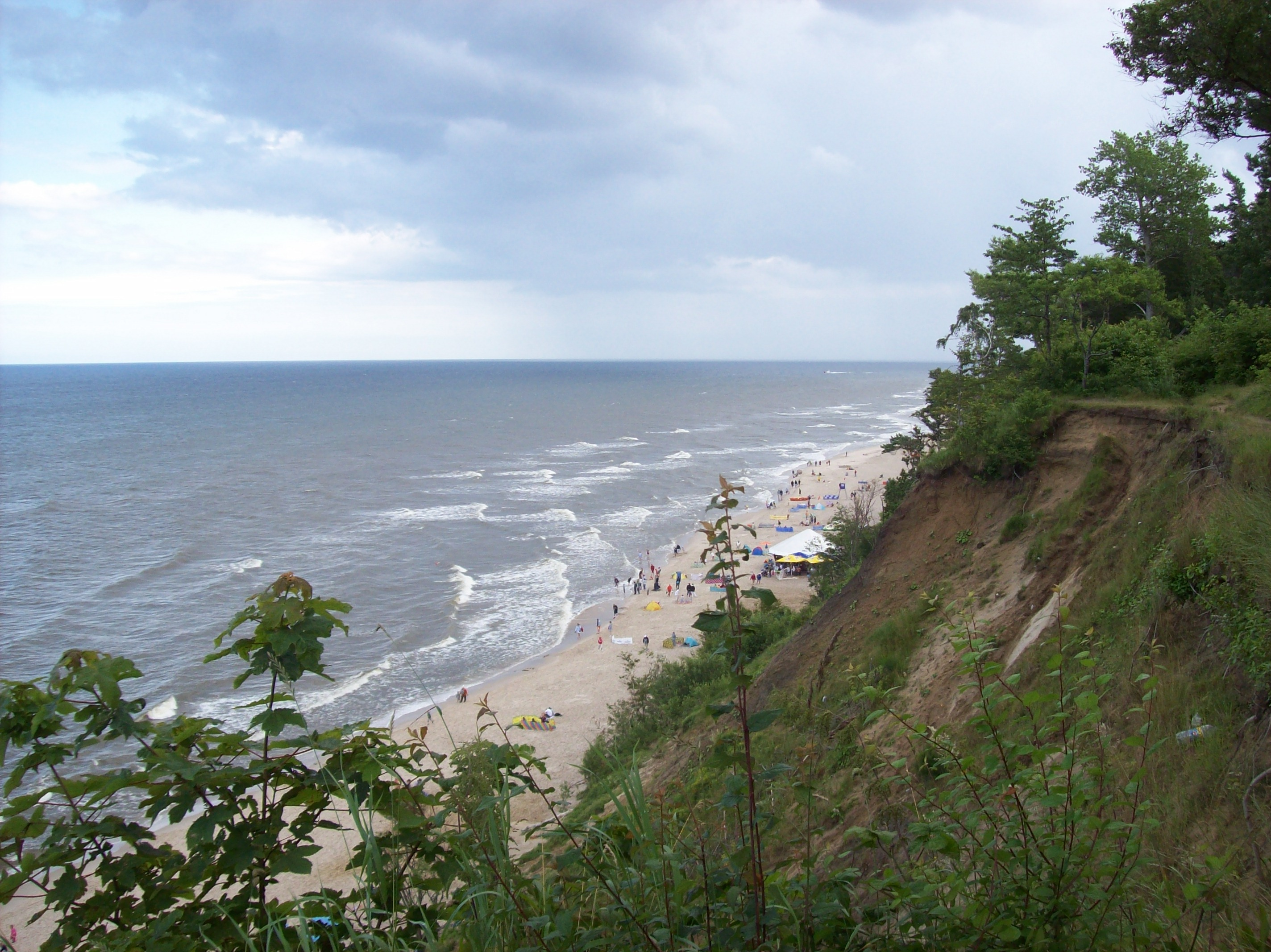
Stranden i Jastrzębia Góra.

### Turistattraktioner
I Jastrzębia Góra finns en 33 meter hög bergssluttning ned mot stranden. För att ta sig till byns strand finns i mitten av byn en längre väg. Stränderna är på vissa ställen som mest 200 meter breda.

### Personligheter
- Tadeusz Ostrowski - professor
- Krzysztof Penderecki - polsk tonsättare
- Stefan Rowecki - general i polska armén
- Jan Emanuel Rozwadowski - sekreterare i polska nationella kommittén
- Tadeusz Rozwadowski - general i polska armén
- Wincenty Jordan Rozwadowski - polska underrättelsetjänsten

### Fotnoter
1. ↑  ”Arkiverade kopian”. Arkiverad från originalet den 23 november 2010. https://web.archive.org/web/20101123232856/http://www2.wladyslawowo.pl/wla/12/. Läst 16 februari 2011.